# Diviziunile administrative ale Luxemburgului

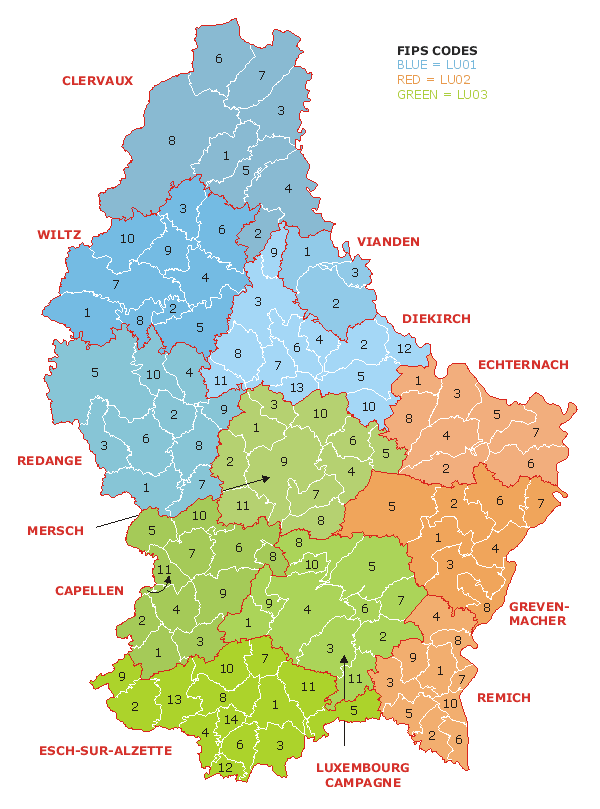
Diviziunile administrative colorate în funcţie de district, canton şi cumune

Luxemburgul este împărțit în 3 districte, 12 cantoane și 118 comune. 12 comune au statut de oraș, iar  orașul Luxemburg, capitala, este cel mai mare din țară.

## Districte
Luxembourg este divizat în districte:
| Idx | District     | Harta |
| --- | ------------ | ----- |
| 1   | Diekirch     |       |
| 2   | Grevenmacher |       |
| 3   | Luxemburg    |       |

## Cantoane
Districtele sunt divizate în 12 cantoane.
| Idx | Canton           | District                | Harta |
| --- | ---------------- | ----------------------- | ----- |
| 2   | Clervaux         | Diekirch                |       |
| 3   | Diekirch         | Diekirch                |       |
| 9   | Redange          | Diekirch                |       |
| 11  | Vianden          | Diekirch                |       |
| 12  | Wiltz            | Diekirch                |       |
| 4   | Echternach       | Grevenmacher (district) |       |
| 6   | Grevenmacher     | Grevenmacher (district) |       |
| 10  | Remich           | Grevenmacher (district) |       |
| 1   | Capellen         | Luxemburg (district)    |       |
| 5   | Esch-sur-Alzette | Luxemburg (district)    |       |
| 7   | Luxemburg        | Luxemburg (district)    |       |
| 8   | Mersch           | Luxemburg (district)    |       |

## Commune
Cantoanele sunt divizate în comune, cel mai de jos nivel administrativ al Luxemburg-ului.

## Orașe
12 comune au statutul de oraș. Orașul Luxemburg, capitala, este cel mai mare oraș din țară.

## Cartierele orașului Luxemburg
Sub nivelul administrativ al comunei, orașul Luxemburg este subdivizat din punct de vedere administrativ în douăzeci și patru cartiere. 